# Elecciones municipales de Tacna de 1989
Las elecciones municipales de Tacna de 1989 se llevaron a cabo el 12 de noviembre de 1989 para elegir al alcalde y al Concejo Provincial de Tacna para el periodo 1990-1992. La elección se celebró simultáneamente con elecciones municipales en todo el país.

## Sistema electoral
La Municipalidad Provincial de Tacna es el órgano administrativo y de gobierno de la provincia de Tacna. Está compuesta por el alcalde y el Concejo Provincial.
La votación del alcalde y el concejo se realiza en base al sufragio universal, que comprende a todos los ciudadanos nacionales mayores de dieciocho años, empadronados y residentes en la provincia de Tacna y en pleno goce de sus derechos políticos, así como a los ciudadanos no nacionales residentes y empadronados en la provincia de Tacna.
El Concejo Provincial de Tacna está compuesto por 19 regidores elegidos por sufragio directo para un período de tres (3) años, en forma conjunta con la elección del alcalde (quien lo preside). La votación es por lista cerrada y bloqueada. Se asigna a la lista ganadora los escaños según el método d'Hondt o la mitad más uno, lo que más le favorezca. Es elegido como alcalde el candidato que ocupe el primer lugar de la lista que haya obtenido la más alta votación.

## Composición del Concejo Provincial de Tacna
La siguiente tabla muestra la composición del Concejo Provincial de Tacna antes de las elecciones.
| Partidos | Partidos                  | Regidores |
| -------- | ------------------------- | --------- |
|          | Partido Popular Cristiano | 11        |
|          | Partido Aprista Peruano   | 5         |
|          | Izquierda Unida           | 3         |

## Partidos y candidatos
A continuación se muestra una lista de los principales partidos y alianzas electorales que participaron en las elecciones:
| Candidatura | Candidatura | Partidos y alianzas | Candidatos | Candidatos               | Ideología                                                        | Resultado previo | Resultado previo | Ref. |
| Candidatura | Candidatura | Partidos y alianzas | Candidatos | Candidatos               | Ideología                                                        | Votos (%)        | Reg.             | Ref. |
| ----------- | ----------- | --- | ---------- | ------------------------ | ---------------------------------------------------------------- | ---------------- | ---------------- | ---- |
|             | FREDEMO     | Lista - Frente Democrático (FREDEMO) – Acción Popular (AP) – Partido Popular Cristiano (PPC) – Movimiento Libertad (Libertad)                                                                        |            | Guillermo Silva Flor     | Liberalismo económico Humanismo cristiano Conservadurismo social | 37.54%           | 11               |      |
|             | APRA        | Lista - Partido Aprista Peruano (APRA) |            | Jorge Flores Torres      | Aprismo                                                          | 36.64%           | 5                |      |
|             | IU          | Lista - Izquierda Unida (IU) – Unión de Izquierda Revolucionaria (UNIR) – Unidad Democrático Popular (UDP) – Partido Comunista Peruano (PCP) – Frente Obrero Campesino Estudiantil y Popular (FOCEP) |            | Juvenal Ordóñez Salazar  | Marxismo-leninismo Mariateguismo Comunismo                       | 23.59%           | 3                |      |
|             | ASI         | Lista - Acuerdo Socialista de Izquierda (ASI) – Partido Socialista Revolucionario (PSR) – Partido Comunista Revolucionario (PCR) – Movimiento Socialista Peruano (MSP)                               |            | Leoncio Molina Vásquez   | Mariateguismo Socialismo democrático                             | 23.59%           | 3                |      |
|             | FNTC        | Lista - Frente Nacional de Trabajadores y Campesinos (FNTC) |            | Jorge Gutiérrez Hinojosa | Nacionalismo de izquierda Tahuantinsuyismo                       | 2.23%            | 0                |      |
|             | IND         | Lista - Lista Independiente Unión Independiente de Tacna |            | Tito Chocano Olivera     | Localismo tacneño                                                | Nuevo            | Nuevo            |      |
|             | IND         | Lista - Lista Independiente Frente Unitario Popular |            | Hugo Ordóñez Salazar     | Localismo tacneño                                                | Nuevo            | Nuevo            |      |

## Resultados

### Sumario general
| |                                                     |              |              |              |           |           |
| Partidos y coaliciones                                                                                      | Partidos y coaliciones                              | Voto popular | Voto popular | Voto popular | Regidores | Regidores |
| Partidos y coaliciones                                                                                      | Partidos y coaliciones                              | Votos        | %            | +/−          | Total     | +/−       |
| | Lista Independiente Unión Independiente de Tacna    | 22,034       | 45.88        | n/a          | 11        | +11       |
| | Partido Aprista Peruano (APRA)                      | 10,537       | 21.94        | –14.70       | 4         | –1        |
| | Frente Democrático (FREDEMO)1                       | 5,974        | 12.44        | –25.10       | 2         | –9        |
| | Izquierda Unida (IU)                                | 4,744        | 9.88         | –13.71       | 1         | –2        |
| | Frente Nacional de Trabajadores y Campesinos (FNTC) | 2,585        | 5.38         | +3.15        | 1         | +1        |
| | Lista Independiente Frente Unitario Popular         | 1,445        | 3.01         | n/a          | 0         | ±0        |
| | Acuerdo Socialista de Izquierda (ASI)               | 702          | 1.46         | Nuevo        | 0         | ±0        |
| |                                                     |              |              |              |           |           |
| Total | Total                                               | 48,021       |              |              | 19        | ±0        |
| |                                                     |              |              |              |           |           |
| Votos válidos                                                                                               | Votos válidos                                       | 48,021       | 100.00       | ±0.00        |           |           |
| Votos en blanco                                                                                             | Votos en blanco                                     | 0            | 0.00         | ±0.00        |           |           |
| Votos nulos                                                                                                 | Votos nulos                                         | 0            | 0.00         | ±0.00        |           |           |
| Votos emitidos                                                                                              | Votos emitidos                                      | 48,021       | 65.40        | –8.57        |           |           |
| Abstenciones                                                                                                | Abstenciones                                        | 25,400       | 34.60        | +8.57        |           |           |
| Votantes registrados                                                                                        | Votantes registrados                                | 73,421       |              |              |           |           |
| |                                                     |              |              |              |           |           |
| Fuente: |                                                     |              |              |              |           |           |
| Notas al pie: 1 Comparado con los resultados del Partido Popular Cristiano (PPC) en las elecciones de 1986. |                                                     |              |              |              |           |           |
| Notas al pie:                                                                                               |                                                     |              |              |              |           |           |
| 1 Comparado con los resultados del Partido Popular Cristiano (PPC) en las elecciones de 1986.               |                                                     |              |              |              |           |           |

### Concejo Provincial de Tacna
| Cargo                        | Autoridad electa                   | Partido político | Partido político                                 |
| ---------------------------- | ---------------------------------- | ---------------- | ------------------------------------------------ |
| Alcalde Provincial de Tacna  | Tito Chocano Olivera               |                  | Lista Independiente Unión Independiente de Tacna |
| Regidor Provincial de Tacna  | Luis Veliz La Vera                 |                  | Lista Independiente Unión Independiente de Tacna |
| Regidor Provincial de Tacna  | Luis Basadre Flores                |                  | Lista Independiente Unión Independiente de Tacna |
| Regidor Provincial de Tacna  | Santiago Sologuren Cervantes       |                  | Lista Independiente Unión Independiente de Tacna |
| Regidor Provincial de Tacna  | Santos Liendo Morales              |                  | Lista Independiente Unión Independiente de Tacna |
| Regidor Provincial de Tacna  | Jorge Reynoso Stucchi              |                  | Lista Independiente Unión Independiente de Tacna |
| Regidora Provincial de Tacna | Enma Cahuana Salinas               |                  | Lista Independiente Unión Independiente de Tacna |
| Regidor Provincial de Tacna  | Orlando de Marzo Ciccia            |                  | Lista Independiente Unión Independiente de Tacna |
| Regidor Provincial de Tacna  | Eliana Céspedes Quelopana          |                  | Lista Independiente Unión Independiente de Tacna |
| Regidor Provincial de Tacna  | Wilson Pacheco Gómez               |                  | Lista Independiente Unión Independiente de Tacna |
| Regidor Provincial de Tacna  | Raúl Linares Vargas                |                  | Lista Independiente Unión Independiente de Tacna |
| Regidora Provincial de Tacna | Matilde Suárez Tamayo de Lombardi  |                  | Lista Independiente Unión Independiente de Tacna |
| Regidora Provincial de Tacna | Daisy Morales de Barrientos        |                  | Partido Aprista Peruano                          |
| Regidor Provincial de Tacna  | Jorge Liendo Calizaya              |                  | Partido Aprista Peruano                          |
| Regidor Provincial de Tacna  | Carlos Meléndez Vásquez de Velasco |                  | Partido Aprista Peruano                          |
| Regidor Provincial de Tacna  | Víctor Valdivia Dávila             |                  | Partido Aprista Peruano                          |
| Regidor Provincial de Tacna  | José Rodríguez Muñoz               |                  | Frente Democrático                               |
| Regidor Provincial de Tacna  | Víctor Liendo Calizaya             |                  | Frente Democrático                               |
| Regidor Provincial de Tacna  | Gloria del Campo Castello          |                  | Izquierda Unida                                  |
| Regidor Provincial de Tacna  | Franklin Ramos Morán               |                  | Frente Nacional de Trabajadores y Campesinos     |

## Elecciones municipales distritales

### Resultados por distrito
La siguiente tabla enumera el control de los distritos de la provincia de Tacna. El cambio de mando de una organización política se resalta del color de ese partido.
| Distrito           | Alcalde(sa) titular          | Partido político | Partido político          | Alcalde(sa) electo(a)     | Partido político | Partido político          |
| ------------------ | ---------------------------- | ---------------- | ------------------------- | ------------------------- | ---------------- | ------------------------- |
| Alto de la Alianza | Baltazar Torres Calumani     |                  | Partido Aprista Peruano   | Remigio Vilca Mamani      |                  | Izquierda Unida           |
| Calana             | Lucas Gonzales Menendez      |                  | Partido Aprista Peruano   | Edgar Gamero López        |                  | Lista Independiente N° 3  |
| Inclán             | Tomás Yacub Torres           |                  | Partido Aprista Peruano   | José Soto Carpio          |                  | Frente para el Desarrollo |
| Pachía             | Leonel Rojas Ríos            |                  | Partido Popular Cristiano | Leonel Rojas Ríos         |                  | Frente Democrático        |
| Palca              | Alejandro Cohaila Villanueva |                  | Partido Aprista Peruano   | Oswaldo Silvestre Ayca    |                  | Izquierda Unida           |
| Pocollay           | Alfonso Morales Garate       |                  | Partido Aprista Peruano   | Baldomero Aguilar Alférez |                  | Frente Democrático        |
| Sama               | Wilson Mendoza Pacheco       |                  | Partido Aprista Peruano   | Wilson Bertolotto Ticona  |                  | Frente Democrático        |